# 苏尔突袭
苏尔突袭发生于2006年8月5日的黎巴嫩南部苏尔，以色列國防軍海军突击队第13突击队在夜间发动了对苏尔的袭击。袭击目标是一座公寓楼，据称这里住着前一天对哈代拉发动火箭袭击的真主党领导人。整个行动持续了1小时45分钟。

## 袭击
黎巴嫩消息来源报告说，以色列国防军突击队在凌晨1点左右乘直升机抵达，降落在该市北部附近的一个橘子林。部队穿过一道围栏，向一幢公寓楼的二层公寓开火，那里显然是这次袭击的目标。公寓被击中，据目击者报告说公寓里的人受伤了。
当以色列士兵和真主党武装分子撤出大楼时，双方爆发了交火，以色列空军武装直升机为地面士兵提供火力支援。真主党发言人说，这次冲突是一次“伏击”。大约3个小时后，也就是凌晨4点左右，士兵们撤出了该地区。两名重伤员和其他伤员被空运到以色列海法的兰巴姆医院。当天下午晚些时候，以色列一架飞机将目标公寓楼炸成一片废墟。
以色列国防军声称击毙了“两到三名真主党指挥官”，从而“消灭”了一个向以色列发射远程火箭的关键游击队。真主党声称已经成功击退了这次袭击。

据以色列国防军称，“至少有”6名，7名或10名真主党战士在冲突中丧生，10名以色列国防军士兵受伤，其中2人伤势严重。根据黎巴嫩方面的消息，一到两名真主党战士、一名黎巴嫩陆军士兵和至少四名平民在袭击中丧生。
以色列国防军后来承认，躲在公寓里的真主党小队拒绝投降，真主党指挥官设法逃跑。袭击发生几个小时后，真主党恢复了在该地点的火箭发射。

## 资料来源
1. 1 2  Agence France Presse (AFP). . Daily Star. 2006-08-05  [2012-01-18]. （原始内容存档于2012-08-05）.
2. 1 2 3 4  Blanford (2011), pp. 393-94
3. 1 2 3  . AP. 2006-08-05  [2012-04-13]. （原始内容存档于2006-08-07）.
4. ↑  Yaakov Katz. . JPost. 2012-06-26  [2021-01-11]. （原始内容存档于2014-05-14）.
5. 1 2  Efrat Weiss. . Yedioth Ahronoth. 08.05.06  [2012-01-18]. （原始内容存档于2018-08-27）.
6. ↑  . CBS.   [2012-04-13].
7. ↑  Amos Harel. . Haaretz. 06.08.2006  [2012-01-23]. （原始内容存档于2015-09-24）.
8. ↑  Efrat Weiss. . Yedioth Ahronoth. 08.05.2006  [2012-01-18]. （原始内容存档于2021-02-11）.
9. ↑  . BBC. 2006-08-05  [2012-01-18]. （原始内容存档于2018-11-18）.
10. ↑  Pedahzur, Ami, The Israeli Secret Services and the Struggle Against Terrorism, Columbia University Press, 2010, p. 132
11. ↑  Amos Harel. . 01.06.2010  [2012-01-23]. （原始内容存档于2015-09-24）.